# La saeta
La saeta è un dipinto a olio su tela del pittore spagnolo Julio Romero de Torres, realizzato nel 1918. L'opera è conservata dalla fine degli anni Ottanta nel palazzo di Viana, a Cordova, sede della collezione Cajasur.

## Descrizione
In questo quadro, Romero de Torres riassume una parte della Settimana Santa di Cordova, unendo i passi della Madonna Addolorata e del Cristo della Grazia, noto in spagnolo come "el Esparraguero", lungo uno sfondo costituito da un paesaggio immaginario di Cordova. Una saeta è un canto religioso spagnolo tipico della regione andalusa e viene eseguito durante le processioni della Settimana Santa.
Al centro della composizione si erge una donna inginocchiata su un inginocchiatoio riccamente decorato (ispirato a un dipinto di Juan de Valdés Leal) che prega: la modella si chiamava Amalia Fernández Heredia ed era detta "La Gitana". In primo piano a sinistra si trova un giovane visto di schiena, a torso nudo e con le mani incatenate: si tratta di Rafael, il figlio del pittore, che interpreta un prigioniero ansioso di essere liberato. A destra viene mostrato un vecchio mal vestito, magrissimo e cieco, come dimostra la benda sugli occhi, che alza i palmi verso l'alto. A sinistra della donna si trovano un giovane zoppo con una stampella e una vecchia chinata che rappresenta la povertà.